# Serra (fabeldier)
De serra is een fabeldier. Deze vliegende (zaag)vis jaagt schepen na, maar wordt altijd moe en verdwijnt dan in de zee. Het neemt soms een schip de wind uit de zeilen door zijn vleugels ervoor te spreiden. 